# Bazus
Bazus este o comună în departamentul Haute-Garonne din sudul Franței. În 2009 avea o populație de 581 de locuitori.

## Evoluția populației
| An        | 1975 | 1982 | 1990 | 1999 | 2006 | 2009 |
| --------- | ---- | ---- | ---- | ---- | ---- | ---- |
| Populație | 289  | 372  | 437  | 532  | 575  | 581  |

## Monumente

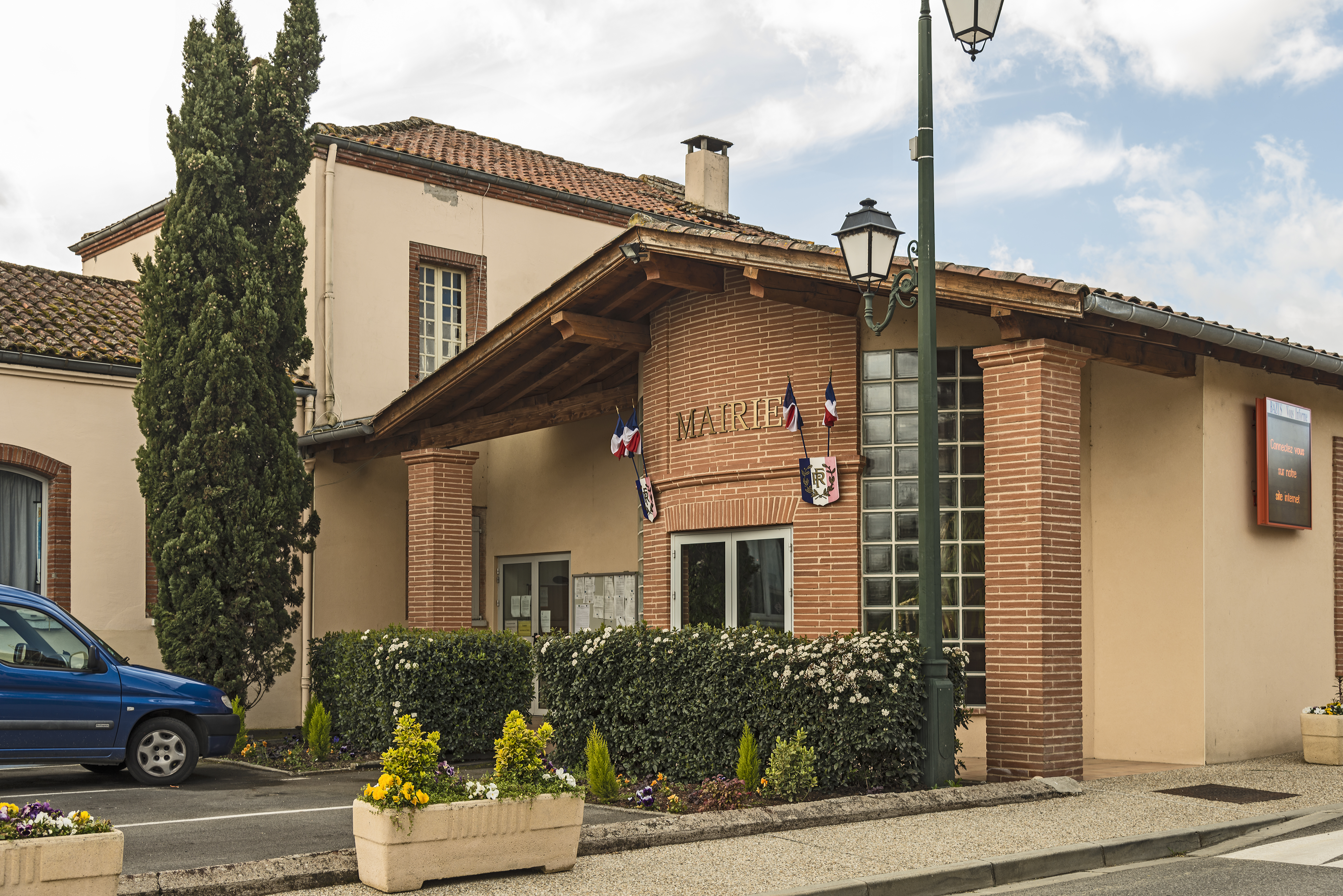
Primăria;
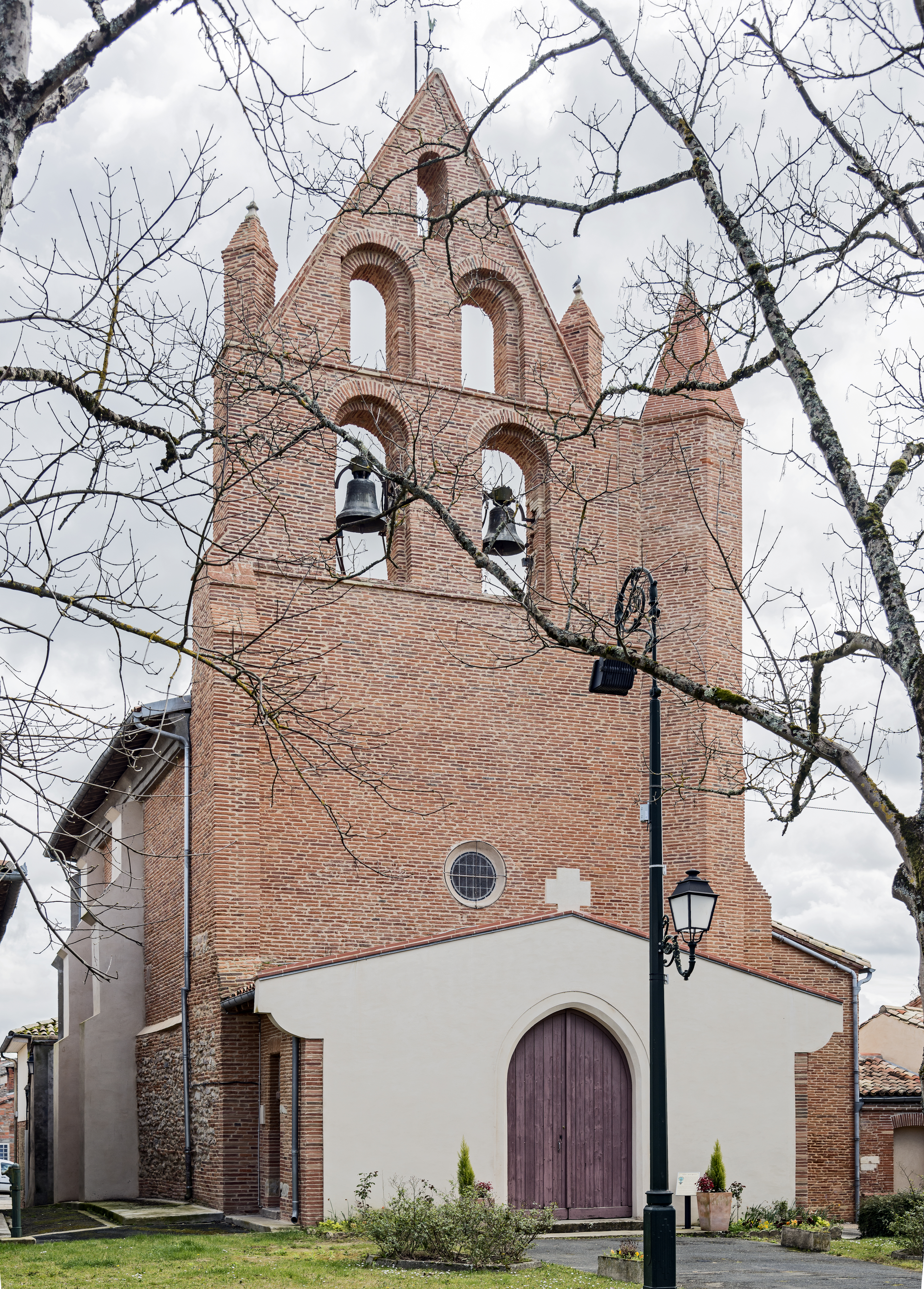
Biserica;
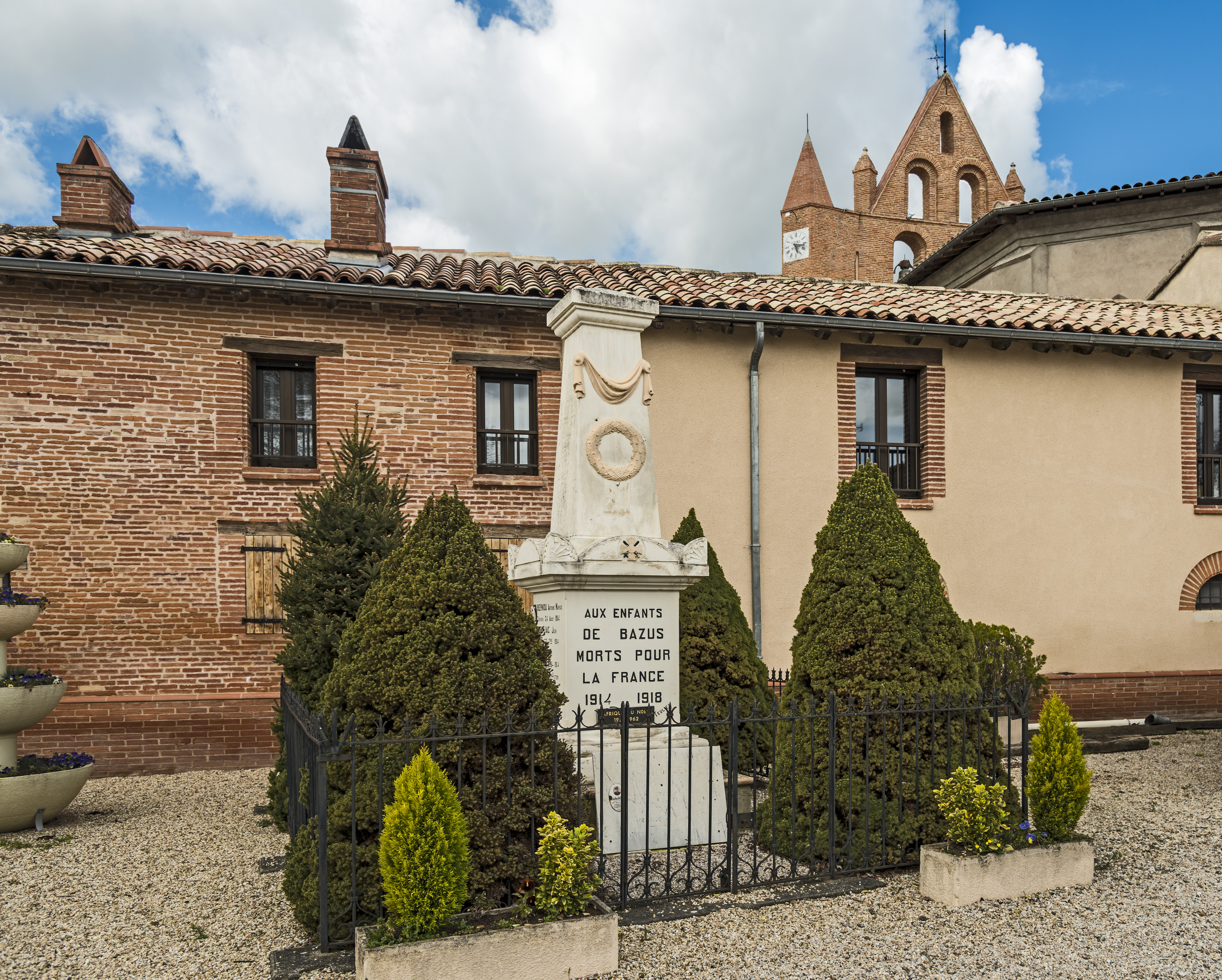
Memorialul de război;
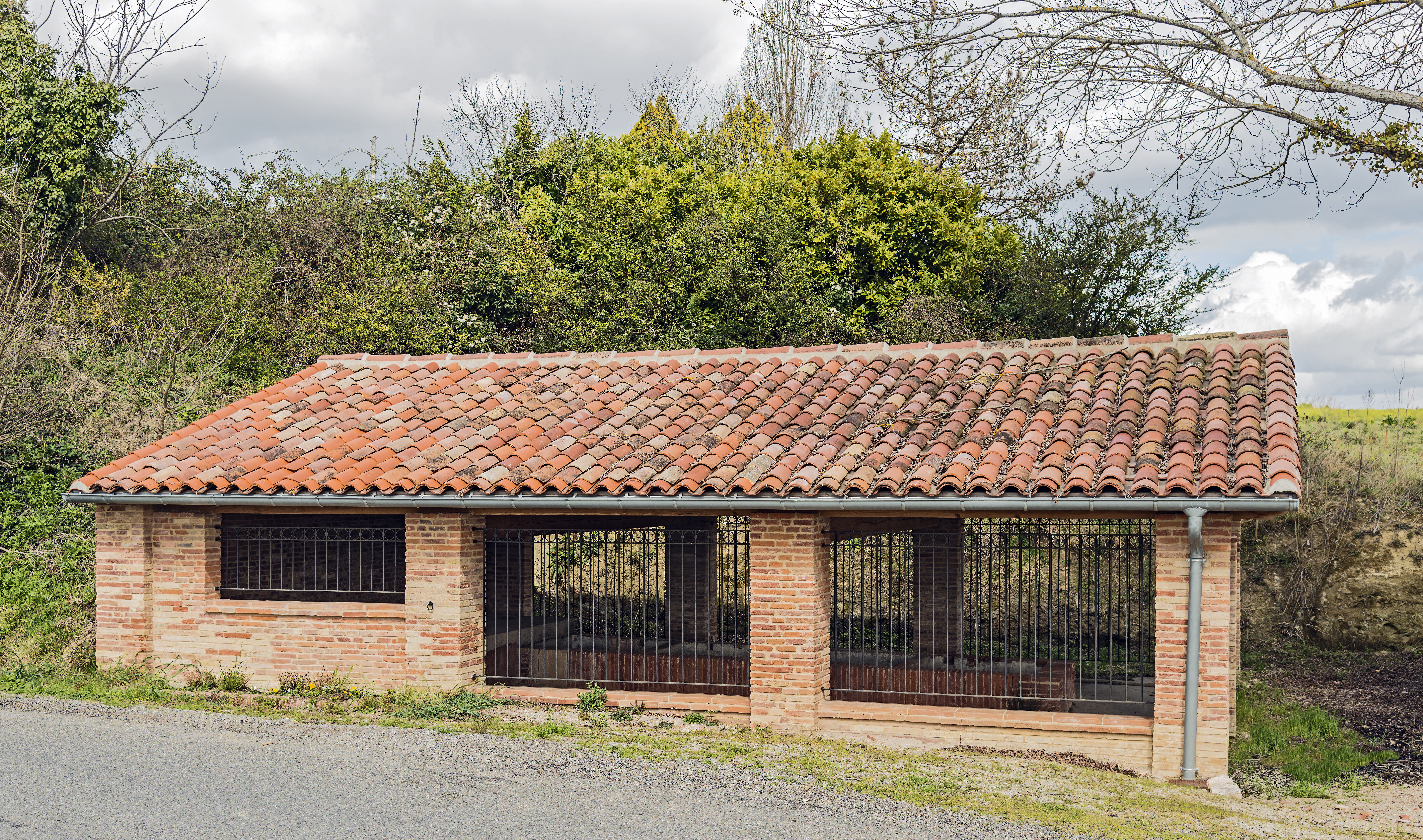
casa de spălare